# Владислав III (Влахия)
Владислав III (на румънски: Vladislav al III-lea) е княз на Влашко от април до ноември 1523, от юни до септември 1524 и от април до август 1525 г. Предполага се, че е внук на Владислав II.

## Семейство
От съпруга с неизвестно за историята име Владислав III има син Мойсе I, княз на Влашко през 1529 – 1530 г., и дъщеря Нягослава, омъжена за представител на рода Крайовеску.